# Эратосфен
Эратосфе́н Кире́нский (др.-греч. Ἐρατοσθένης ὁ Κυρηναῖος; 276 год до н. э.—194 год до н. э.) — древнегреческий математик, астроном, географ, филолог и поэт. Ученик Каллимаха, с 235 г. до н. э. — глава Александрийской библиотеки. Первый известный учёный, вычисливший размеры Земли.

## Биография
Эратосфен сын Эглаоса, уроженец Кирены.
Начальное образование Эратосфен получил в Александрии под руководством своего учёного земляка Каллимаха. Другим учителем Эратосфена в Александрии был философ Лизний. Затем перебравшись в Афины, он так тесно сблизился со школой Платона, что стал называть себя платоником. Результатом изучения наук в этих двух центрах была энциклопедическая эрудиция Эратосфена; кроме сочинений по математическим наукам, он писал ещё трактаты «о добре и зле», о комедии и др. Из всех своих сочинений Эратосфен придавал особенное значение литературным и грамматическим, как это можно заключить из того, что он любил называть себя филологом.
В 245 году до н. э. царь Птолемей III Эвергет пригласил Эратосфена приехать из Афин, чтобы работать в Александрийской библиотеке, где уже трудились его учитель Каллимах и Аполлоний Родосский. Эратосфен откликнулся на приглашение, в возрасте около тридцати лет он приехал в Александрию, где и остался до самой смерти. Через пять лет после приезда он сменил Аполлония Родосского на посту главы Александрийской библиотеки. Как глава библиотеки, Эратосфен занимался обучением детей монарха — будущего правителя Птолемея IV и его сестры (а впоследствии и жены) Арсинои.
На посту главы библиотеки активно занимался её расширением и развитием, стремясь поддержать репутацию библиотеки в соперничестве с Пергамской библиотекой. По его просьбе александрийские портовые власти изымали все книги с приходящих кораблей для изучения и копирования. Эратосфен приобретал аутентичные копии трагедий великих греческих авторов — Эсхила, Софокла и Эврипида, а также учредил в библиотеке целый отдел, занимавшийся изучением творчества Гомера.
В старости у Эратосфена воспалились глаза, что в дальнейшем привело к слепоте. Невозможность читать и наблюдать за природой сильно угнетала его и в 194 год до н. э. он принял решение уморить себя голодом.
Отголоски признания обширной учёности Эратосфена звучат и в прозвищах, которые он получил от современников. Называя его «бета», они, по предположению многих исследователей, желали выразить свой взгляд на него, как на второго Платона, или вообще как на учёного, который только потому занимает второе место, что первое должно быть удержано за предками. Другим прозвищем Эратосфена было «пентатлос» (греч.  Πένταθλος) — пятиборец, то есть всесторонне развитый человек, оно было ему дано за одарённость в самых разных областях знания.
В честь Эратосфена назван кратер на Луне, один из периодов геологической истории Луны, а также подводная гора в Средиземном море, близ Кипра.

## Работы и сочинения

### По математике
Из сочинений Эратосфена по математике до нашего времени дошло только написанное к царю Птолемею письмо об удвоении куба. Это письмо сохранилось в комментарии Евтокия к трактату Архимеда «О шаре и цилиндре». В письме содержатся некоторые исторические сведения о делийской задаче, а также описание прибора, изобретённого самим автором и известного под именем мезолябия.
Сведения о других математических сочинениях Эратосфена отличаются крайней неполнотой. Папп в двух местах своего «Собрания» называет сочинение Эратосфена «О средних величинах», замечая при этом, что оно во всех своих предположениях стоит в связи с линейными местами.
О сочинении Эратосфена «Платоник», посвящённом пропорциям, говорит Теон Смирнский. Возможно, что именно к Эратосфену восходит алгоритм «разворачивания всех рациональных отношений из отношения равенства», описанный Теоном Смирнским и Никомахом Герасским.
Отрывок из ещё одного сочинения Эратосфена приводит во «Введении в арифметику» Никомах Герасский. То же делает и Ямвлих в своём комментарии к этому сочинению Никомаха. Предмет этого отрывка состоит в изложении найденного Эратосфеном способа определения произвольного количества последовательных простых чисел (так называемое решето Эратосфена). Название «решето» метод получил потому, что во времена Эратосфена писали числа на дощечке, покрытой воском, и прокалывали дырочки в тех местах, где были написаны составные числа. Поэтому дощечка являлась неким подобием решета, через которое «просеивались» все составные числа, а оставались только числа простые.

### По астрономии
Из сочинений Эратосфена по астрономии до нашего времени дошло только одно: «Катастеризмы» — перечисление созвездий и заключающихся в них звёзд, где указывается до 700 объектов. Определения положений этих звёзд сочинение не даёт.
Для своих астрономических наблюдений Эратосфен установил под портиком здания Мусейона большие армиллярные сферы.
Эратосфен определил угловое расстояние от экватора до тропика: он нашёл его равным 11/83 от 180°.

### По геодезии и географии
В тесной связи с астрономией находится работа Эратосфена, состоящая в измерении длины земного меридиана. Краткое изложение этой работы известно нам по трактату Клеомеда «О круговращении небесного свода»:
Эратосфен говорит, что Сиена и Александрия лежат на одном меридиане. И поскольку меридианы в космосе являются большими кругами, такими же большими кругами обязательно будут и меридианы на Земле. И поскольку таков солнечный круг между Сиеной и Александрией, то и путь между ними на Земле с необходимостью идёт по большому кругу. Теперь он говорит, что Сиена лежит на круге летнего тропика. И если бы летнее солнцестояние в созвездии Рака происходило ровно в полдень, то солнечные часы в этот момент времени с необходимостью не отбрасывали бы тени, поскольку Солнце находилось бы точно в зените; дела и в самом деле обстоят таким образом в [полосе шириной] в 300 стадиев. А в Александрии в этот же час солнечные часы отбрасывают тень, поскольку этот город лежит к северу от Сиены. Эти города лежат на одном меридиане и на большом круге. На солнечных часах в Александрии проведём дугу, проходящую через конец тени гномона и основание гномона, и этот отрезок дуги произведёт большой круг на чаше, поскольку чаша солнечных часов расположена на большом круге. Далее, вообразим две прямые, опускающиеся под Землю от каждого гномона и встречающиеся в центре Земли. Солнечные часы в Сиене находятся отвесно под Солнцем, и воображаемая прямая проходит от Солнца через вершину гномона солнечных часов, производя одну прямую от Солнца до центра Земли. Вообразим ещё одну прямую, проведённую от конца тени гномона через вершину гномона к Солнцу на чаше в Александрии; и она будет параллельна уже названной прямой, поскольку уже сказано, что прямые от разных частей Солнца к разным частям Земли параллельны. Прямая, проведённая от центра Земли к гномону в Александрии, образует с этими параллельными равные накрестлежащие углы. Один из них — с вершиной в центре Земли, при встрече прямых, проведённых от солнечных часов к центру Земли, а другой — с вершиной на конце гномона в Александрии, при встрече с прямой, идущей от этого конца к концу его же тени от Солнца, там где эти прямые встречаются наверху. Первый угол опирается на дугу от конца тени гномона до его основания, а второй — на дугу с центром в центре Земли, проведённую от Сиены до Александрии. Эти дуги подобны между собой, поскольку на них опираются равные углы. И какое отношение имеет дуга на чаше к своему кругу, такое же отношение имеет и дуга от Сиены до Александрии [к своему кругу]. Но найдено, что на чаше она составляет пятидесятую часть своего круга. Поэтому и расстояние от Сиены до Александрии с необходимостью будет составлять пятидесятую часть большого круга Земли. Но оно равно 5 000 стадиев. Поэтому весь круг будет равен 250 000 стадиям. Таков метод Эратосфена.

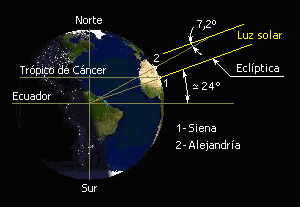
Измерение Земли по Эратосфену

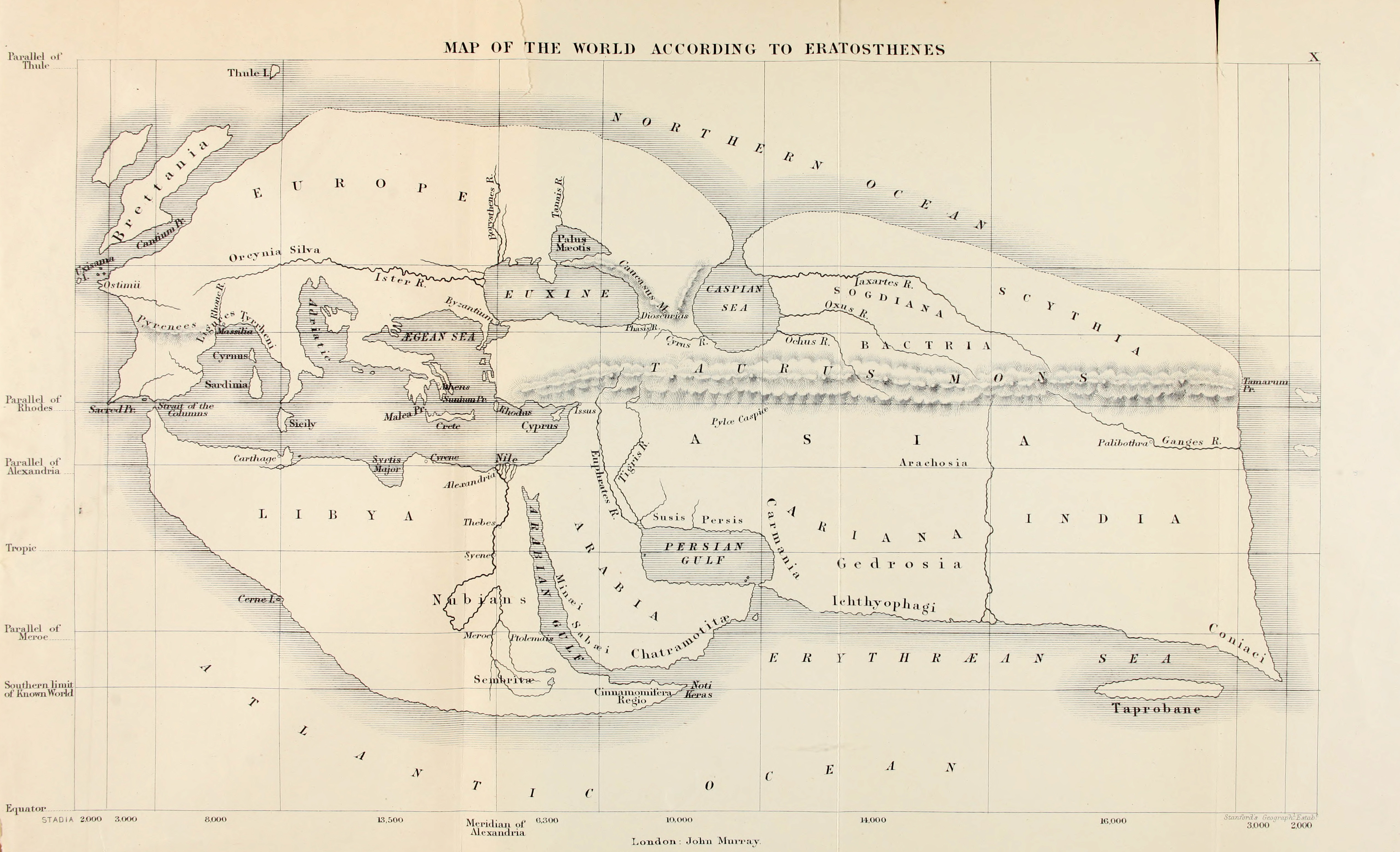
Карта мира по Эратосфену (около 194 года до н. э.). Реконструкция XIX века

Затем полученное Эратосфеном число было увеличено до 252 000 стадиев. Определить, насколько эти оценки близки к реальности, трудно, поскольку неизвестно, каким именно стадием пользовался Эратосфен. При значении стадия от 209,4 метров (стадий системы фараонов) до 178 (греческого) и 172,5 (египетский) значения радиуса могли колебаться от 8 397 км до 6 916 км. Также упоминают использования стадия в размере 157,2 метра, при котором радиус Земли равнялся бы 6 302 км. Современные измерения дают для усреднённого радиуса Земли величину 6 371 км, что в любом случае делает вышеописанный расчёт выдающимся достижением и первым достаточно точным расчётом размеров нашей планеты. Предположительно, Эратосфен сделал свои наблюдения в конце июня около 230 года до н. э.
Считается, что именно Эратосфен создал первую карту мира, которая давала примерное представление о взаимной удаленности городов и стран. Он утверждал, что точное отображение мира, даже в двух измерениях, зависит только от установления точных линейных размеров. Его великие достижения в области картографии сразу стали использоваться в качестве новой методики для построения карт с меридианами, и параллелями. Эти осевые линии были размещены на карту Земли из места своего происхождения — Родоса, и с тех пор мир стал разделен на сектора. Затем Эратосфен стал использовать эти участки земли для определения мест на карте.
В сравнительно больших отрывках дошло до настоящего времени сочинение Эратосфена о географии. В полном своём составе оно делилось, по свидетельству Страбона, на три книги. В первой автор дал критический обзор истории географии, от первого появления географических понятий у Гомера до своих непосредственных предшественников, то есть до историков и географов, воспользовавшихся походами Александра Македонского и их описаниями. Вторая книга излагает основы географии по взглядам самого автора. Предмет третьей книги составляет суша.
Эратосфена называют «отцом географии» за его заслуги в развитии географических идей, а также за то, что ему принадлежит и сам термин «география» (землеописание).

### Литературные сочинения
В античном мире Эратосфен был известен не только как естествоиспытатель, но и как эпический и элегический поэт. В поэме «Гермес» он вкладывает в уста Гермеса рассказ о гармонии сфер. В элегии «Эригона» (дочь Икария), написанной на одном из ионийских диалектов, наиболее знаменит отрывок, в котором повествуется о введении в обиход нового танца, с которым связано возникновение трагедии. По легенде впервые этот танец исполнялся после того, как Икарий убил козла (др.-греч. τράγος, отсюда tragoedia), забравшегося в его виноградник. В поэме «Гесиод» пересказывается легенда о поэте Гесиоде, якобы соблазнившем чужую жену и за это убитом её братьями. Упомянутые литературные сочинения сохранились во фрагментах. Полностью сохранилась лишь эпиграмма Эратосфена, посвящённая Птолемею III.

### Прочие труды
Эратосфен является основателем научной хронологии. В своём труде «Хронографии» он попытался установить даты, связанные с историей Эллады, составил список победителей Олимпийских игр. Кроме того, Эратосфен написал филологический трактат «О древней комедии».
Согласно Страбону, Эратосфен (в неназванном труде) считал, что в каждом народе есть хорошее и дурное, и критиковал Аристотеля за то, что тот делил человечество на греков и варваров и настаивал на сохранении расовой чистоты греков.

## Издания и переводы
- Bernhardi G. Eratosthenica. — Berlin, 1922. — 272 S. Архивная копия от 26 августа 2012 на Wayback Machine
- Эратосфен. География (фрагменты). // Античная география. / Сост. М. С. Боднарский. М., Географгиз. 1953. С. 84-99.
- Berger H. Die geographischen Fragmente des Eratosthenes. — Leipzig: B. G. Teubner, 1880. — VIII, 393 S.
- Eratosthenes' Geography (fragments collected and translated, with commentary and additional material Архивная копия от 17 июля 2017 на Wayback Machine. Fragments collected and translated, with commentary by Duane W. Roller. Princeton/Oxford: Princeton University Press, 2010. — Pp. xiv, 304. ISBN 978-0-691-14267-8.